# گاستروپارزی

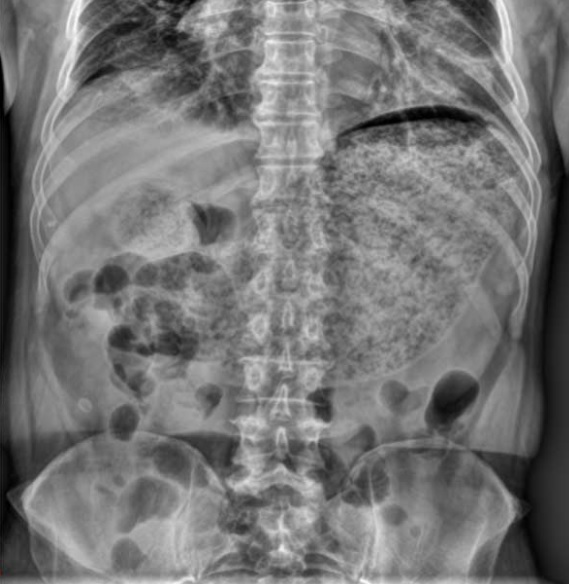
تصویر اشعه ایکس گاستروپارزی

گاستروپارزی که تخلیهٔ تأخیری معده نیز نامیده می‌شود، یک اختلال پزشکی است که شامل انقباضات عضلانی ضعیف (پریستالسیس) معده است که در نتیجهٔ آن، غذا و مایعات، برای مدت طولانی در معده باقی می‌ماند؛ بنابراین محتویات معده آهسته‌تر وارد دوازدهه دستگاه گوارش می‌شوند. این عارضه می‌تواند منجر به جذب نامنظم مواد مغذی، تغذیه ناکافی و کنترل ضعیف قند خون شود.
علائم گاستروپارزی عبارت‌اند از تهوع، استفراغ، درد شکم، احساس سیری بلافاصله پس از شروع غذا خوردن (سیری زودرس)، نفخ، و سوزش سر دل. رایج‌ترین مکانیسم شناخته‌شدهٔ مرتبط با گاستروپارزی، نوروپاتی اتونومیک عصب است که معده را عصب‌رسانی می‌کند (عصب واگ). دیابت قندی کنترل‌نشده علت اصلی این آسیب عصبی است. علل دیگر شامل عفونت و ضربه به عصب واگ است.
تشخیص گاستروپارزی از طریق یک یا چند مورد از موارد زیر است: بلع باریم و تشخیص با پرتو ایکس، اسکن رادیوایزوتوپ تخلیه معده، اندازه‌گیری فشار معده و ازوفاگوگاسترودئودنوسکوپی. از عوارض آن می‌توان به سوءتغذیه، خستگی، کاهش وزن، کمبود ویتامین، انسداد روده به‌دلیل بیزوآرها و رشد بیش از حد باکتری‌های روده کوچک اشاره کرد.
درمان گاستروپارزی شامل اصلاح رژیم غذایی، مصرف دارو برای تحریک تخلیهٔ معده، مصرف دارو برای کاهش استفراغ و روش‌های جراحی است.